# Otocryptis
Otocryptis es un género de reptiles escamosos de la familia Agamidae.

## Especies
Se reconocen las siguientes especies:
- Otocryptis beddomii
- Otocryptis nigristigma
- Otocryptis wiegmanni